# Nasikabatrachus bhupathi
A Nasikabatrachus bhupathi, vagy meg nem erősített elnevezés szerint Bhupathi lila békája,  a kétéltűek (Amphibia) osztályába, a békák (Anura) rendjébe és az  Nasikabatrachidae családjába tartozó Nasikabatrachus nem egyik faja.

## Előfordulása
India déli részén, Tamilnádu államban, a Nyugati-Ghátok hegyvidékén honos.

## Nevének eredete
A Nasikabatrachus nevet a szanszkrit nasika (orr), és a görög batrachus (béka) nevekből alkották, amivel a nem fajainak hegyes orrára utaltak. A bhupathi fajnevet Subramaniam Bhupathy biológus tiszteletére kapta, aki 2014-ben hunyt el a Nyugati-Ghátokban.

## Megjelenése
Bőre színe liláskék, szemét egy égszínkék gyűrű veszi körül, orra hegyes. Föld alatti életmódot folytat, emiatt végtagjai rövidek, kézfeje ásószerű. Nyelve hosszú, mely jól használható hangyák és termeszek elfogására. Mind genetikailag, mind morfológiailag, mind hangját tekintve különbözik a vele közeli rokonságban álló lila békától (Nasikabatrachus sahyadrensis). A két faj elkülönülését feltehetőleg a Nyugati-Ghátok különböző hegyoldalain kialakuló különböző monszunévszak okozta. Ennek hatására a lila béka májustól augusztusig szaporodik, mig a Nasikabatrachus bhupathi októbertől decemberig.